# Wind (sonda kosmiczna)

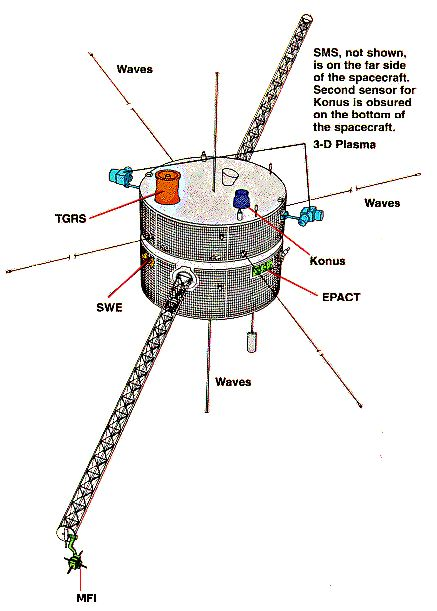
Schemat rozmieszczenia instrumentów sondy Wind

Wind – amerykańska sonda kosmiczna, przeznaczona do badania wiatru słonecznego i przestrzeni międzyplanetarnej z różnorodnych orbit położonych w pobliżu Ziemi i z orbity wokół punktu L1 układu Ziemia – Słońce.

## Eksperymenty naukowe sondy
- Plasma and Radio Waves (WAVES) - eksperyment fal plazmowych i radiowych;
- Energetic Particle Acceleration, Composition, and Transport Experiment (EPACT) - eksperyment cząstek o wysokiej energii;
- Solar Wind and Suprathermal Ion Composition Experiment (SMS) - eksperyment składu wiatru słonecznego i jonów nadtermicznych:

- Solar Wind Ion Composition Spectrometer (SWICS) - spektrometr składu jonów wiatru słonecznego

- High-resolution Mass Spectrometer (MASS) - spektrometr mas o wysokiej rozdzielczości

- Suprathermal Ion Composition Spectrometer (STICS) - spektrometr składu jonów nadtermicznych;
- Solar Wind Experiment (SWE) - eksperyment wiatru słonecznego;
- Magnetic Fields Instrument (MFI) - instrument pól magnetycznych (dwa trójosiowe magnetometry transduktorowe);
- Three-Dimensional Plasma and Energetic Particle Investigation (3DP) - analizator w trzech wymiarach plazmy i cząstek o wysokiej energii;
- Transient Gamma Ray Spectrometer (TGRS) - spektrometr rozbłysków gamma;
- Gamma Ray Burst Detector (KONUS) - detektor rozbłysków gamma.

## Przebieg misji
Sonda Wind była częścią międzynarodowego programu International Solar Terrestrial Physics (ISTP), wspólnego projektu między Stanami Zjednoczonymi, Japonią i Europejską Agencją Kosmiczną, mającego na celu zbadanie zjawisk fizycznych związanych z oddziaływaniem Słońca i Ziemi. Znaczący wkład wniosły też inne kraje, w tym Rosja, Czechy i Francja. W projekcie brały udział satelity Geotail, Wind, Polar, SOHO i Cluster. Wind, pierwsza z dwóch sponsorowanych przez NASA sond programu Global Geospace Science (GGS) (drugą była sonda Polar), posiada osiem instrumentów (w tym francuski WAVES i rosyjski Konus) przeznaczonych do badania oddziaływania wiatru słonecznego z magnetosferą i jonosferą Ziemi, w celu ustalenia pochodzenia i charakterystyki wiatru słonecznego w trzech wymiarach.
Sonda została wystrzelona 1 listopada 1994 roku z kosmodromu Cape Canaveral Air Force Station na Florydzie. Pierwotny plan misji zakładał bezpośrednie dotarcie do punktu Lagrange’a L1, ale ponieważ sondy SOHO i ACE zostały również skierowane w to miejsce, misja Wind została zmieniona tak, aby sonda znajdowała się na unikalnej orbicie eliptycznej wokół Ziemi w kształcie ósemki o wielkości około 28 000 × 1,6 miliona kilometrów, częściowo utrzymywanej przez „podwójne przeloty” obok Księżyca.
Na orbicie tej sonda była ustawiona w taki sposób, aby wykorzystać asysty grawitacyjne Księżyca, do utrzymywania apogeum nad dzienną półkulą Ziemi i prowadzenia obserwacji magnetosferycznych. Najbliższy z dziewiętnastu przelotów księżycowych przeprowadzonych między 1 grudnia 1994 a 17 listopada 1998 miał miejsce 27 grudnia 1994 roku, w odległości 11 834 km.
Wreszcie, w listopadzie 1996 roku, Wind znalazł się na „orbicie halo” wokół punktu wibracji L1 układu Słońce-Ziemia, gdzie grawitacja słoneczna i ziemska są w przybliżeniu równe. Odległość orbity od Ziemi wahała się między 235 a 265 promieniami Ziemi. Na tej orbicie Wind mierzył w sposób ciągły nadchodzący wiatr słoneczny oraz pola magnetyczne i cząstki, zapewniając około godzinę ostrzeżenia dla innych sond związanych z programem ISTP o zmianach w wietrze słonecznym.
17 listopada 1998 roku Wind zaczął przenosić się na serię orbit „płatkowych”, zaprojektowanych w celu przesunięcia go z płaszczyzny ekliptyki. Przeloty powyżej i poniżej ekliptyki (do 60°) pozwoliły sondować obszary przestrzeni międzyplanetarnej i magnetosfery, które nie były wcześniej badane.
W 2004 roku sonda powróciła do punktu wibracji L1, gdzie pozostaje. Pierwotny przewidywany czas misji wynosił od trzech do pięciu lat, ale Wind nadal działał w 2020 roku, ponad 25 lat po starcie. Jeden instrument, spektrometr promieniowania gamma TGRS został wyłączony, nie działa także kilka detektorów na instrumencie EPACT.
Obecne prognozy wskazują, że Wind będzie miał wystarczającą ilość paliwa, aby pozostać w punkcie L1 do przynajmniej 2074 roku. Pomimo formalnego zakończenia programu ISTP w grudniu 2001 roku, Wind nadal odgrywa rolę wspierającą dla wielu innych satelitów prowadzących badania Słońca.